# جون بارلو
جون بارلو (بالإنجليزية: John Barlow)‏ هو عالم حيوانات وعالم حشرات أمريكي، ولد في 27 نوفمبر 1872 في Amenia (town), New York ‏ في الولايات المتحدة، وتوفي في 26 نوفمبر 1944 في بروكلين في الولايات المتحدة.